# Камєнка (потік)
Камєнка (словац. Kamienka) — річка в Словаччині, права притока Попрада, протікає в окрузі Стара Любовня.
Довжина — 13 км. Витік знаходиться в масиві П'єніни (схил гори Високі Скельки) на висоті близько 900 метрів. Протікає територією сіл Камйонка і Гнєздне.
Впадає в Попрад на висоті приблизно 530 метрів.
Притоки
- праві
  - Хотарний потік
  - Чорний потік (притока Камєнки)
- ліві
  - безіменний
  - Рєчка